# 約克 (喬治亞州)
約克（英語：York）是位於美國喬治亞州雷本縣的一個非建制地區。該地的面積和人口皆未知。

## 地理
約克的座標為34°56′07″N 83°23′21″W / 34.93528°N 83.38917°W，而該地的平均海拔高度為652米（即2139英尺）。